# Українська народна лялька

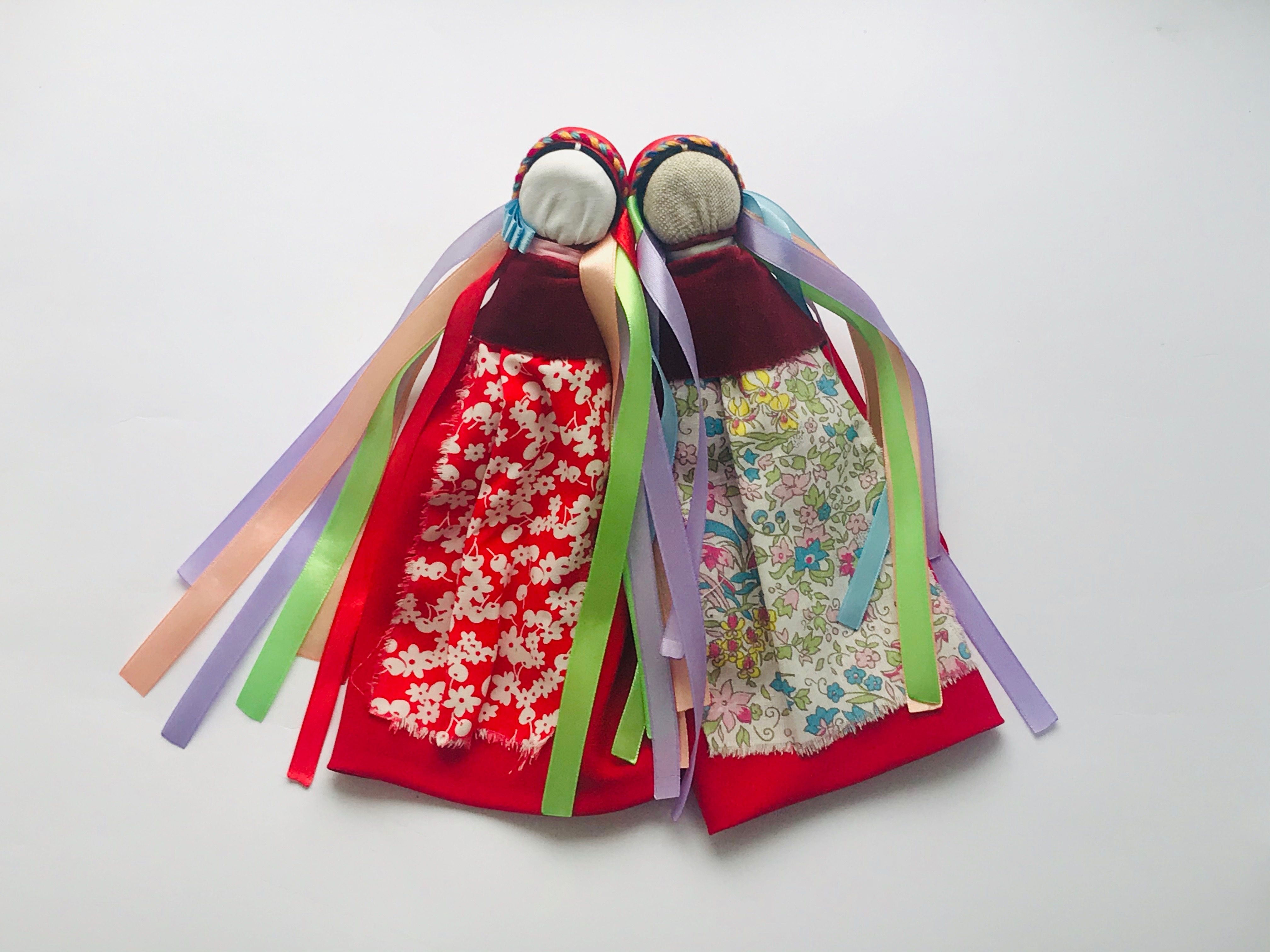
Репліки ляльок Київщини,1970 роки

Українська народна лялька — лялька, котра побутувала у різні часи на теренах України, була властивою у певних регіонах. Ключовою ознакою власне народної ляльки було те, що вона була властивою для конкретного регіону, а особливості її створення передавалися від покоління до покоління. Народні ляльки мали різний вигляд та створювалися з різних матеріалів — тканини, одягу, сіна, соломи, сезонних овочів тощо. Так і сам процес виготовлення, наприклад, ляльок з тканини в різних регіонах називали «в'язати куклу», «крутити куклу»(Київська, Полтавська, Черкаська обл.), "робити ляльку(Івано-Франківська обл.), «шити куклу», (Харківська обл.).

## Види народних ляльок
Вузлові ляльки — сьогодні широко відомі як на теренах України, так і за її межами. Ці ляльки є традиційними для Середньої Наддніпрянщини (це територія сучасних Полтавської, Черкаської та частина Київської областей).
Найдавніші збережені вузлові ляльки, а також етнографічні записи про них і замальовки налічують не більше як 130 років. Це:
- вузлові ляльки, замальовані художником Авдєєвим приблизно в 1911—1918 рр.;
- так звані «решетилівські» вузлові ляльки, зібрані Миколою Бартрамом на Полтавщині приблизно у 1910 рр. Зберігаються у Художньо-педагогічному музеї РАО у Сергієвім Посаді (Росія);
- ляльки з колекції видатного етнографа, першого збирача і дослідника української народної іграшки, священика Марка Грушевського, створені наприкінці 1890х — на початку 1900х рр. ;
- ляльки з колекції Олександра Найдена та його дружини Людмили Орлової, створені бабусями із сіл Середньої Наддніпрянщини у 60-70 рр. 20ст.

«Шматок білої тканини або хустки … начиняється ганчірками і зав'язується. Виходить голова — єдина об'ємна частина ляльки, її основа. Потім голова перетягується хрест-навхрест нитками чорними або кольоровими (іноді нитки переплітаються таким чином, що посередині утворюється квадрат або ромб). Цей хрест, зсунутий найчастіше донизу, за поясненням місцевих мешканців, становить обличчя ляльки. Іноді задля більшої натуральності рід розхрестям ставлять вуглем або олівцем дві крапки — очі. Іноді обличчя залишається „пустим“, без хреста або будь-яких рис».
Цікава згадка про вузлових ляльок є у праці Марка Грушевського, священика. Етнографічні спостереження, зібрані у роботу під назвою «Дитячі забавки та ігри усякі. Зібрані по Чигиринщині Київської губернії», опубліковані у журналі «Киевская старина» у 1904 році (липень-серпень). У своїх дослідженнях Марко Грушевський описує наступне: «У кукол як грають, то не роблять хлопчиків, а все дівчат та молодиць… перш пожують хліба в роті, а тоді з його виліплять таке, як голова в молодиці. Як положать в пиркалинку або в полотнинку той хліб, то зараз зав'яжуть як вузлик ниткою… підождуть, щоб засохло. Як засохне, то молодицю зав'язують наче платком, а дівку в коси прибирають рук немає.» До нинішнього часу збереглися сім ляльок із колекції, зібраної Марком Грушевським на Чигиринщині. Усі вони зберігаються у київському музеї Михайла Грушевського.
Власне, хрест на місці обличчя є найхарактернішою ознакою цих ляльок. На територію України традиція робити хрест на обличчі ляльки потрапила із Північного Кавказу.
Вузлові ляльки, зібрані Марком Грушевським, а також ляльки з колекції етнографа професора Олександра Найдена— це ігрові ляльки. Їх створювали самі дівчата або їх старші родички для гри у весілля, сім'ю тощо. Етнографи припускають, що можливо, з огляду на особливості специфічної внутрішньої будови, ігрові вузлові ляльки походять від давніх обрядових, проте це лише гіпотеза. Також науковці співвідносять вузлових ляльок із темою плодоріддя.

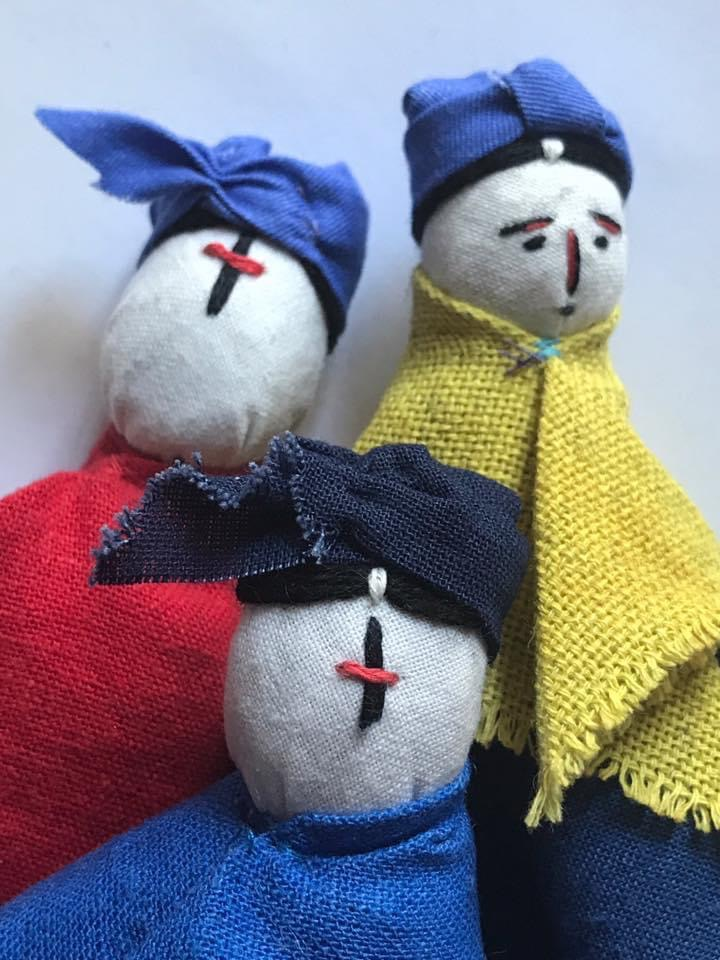
Репліки ляльок Полтавщини, с. Решитилівка, з зібрання М.Бартрама, приблизно 1910 р.,автор реконструкцій-народний майстер Олена Мединська

Власне, вузлова лялька є єдиним типом народної ляльки, що має чітку локалізацію. Інші типи ляльок у тій чи іншій варіаціях зустрічаються на всій території України.
Ляльки-немовлята — дуже різноманітні за розмірами та способами створення ляльки. Найчастіше таких ляльок скручували нашвидкуруч для дитячої гри — згортали валиком одяг та перев'язували його хусткою. Після гри лялька розгорталася, і одяг використовувався за основним призначенням. Невеликих ляльок-немовлят виготовляли скручували із невеликих шматків тканини, малювали ляльці личко, пеленали тощо. Такими ляльками бавилися довго, поки не набридали. Іноді ляльку-немовля робили для ляльки-матері, прив'язючи її на рівні грудей. Але ляльки-немовлята були найпопулярнішою іграшкою дівчаток у сільському середовищі до середини ХХ ст.
Хрестоподібні ляльки мають таку назву саме тому, що за внутрішньою будовою нагадують хрест. Походять від солом'яних ляльок схожої будови.
Ляльки з природних матеріалів — зазвичай зроблені нашвидкуруч, для гри. Є зразки ляльок із сіна, соломи, квітів, кукурудзи, кукурудзяного листя, а також комбіновані ляльки, де поєднано природні матеріали та тканину. Зазвичай таку ляльку після гри дитина знищувала або віддавала на годівлю худобі. Згадка про ляльок з трави з матеріалів до Монографії c. Старосілля Київщини, Заглади А. Б. виданій 1929 р. — «Навесні рвуть на болотах довгу траву, з якої роблять собі ляльки-панянки»
Шиті ляльки були поширеними у 20 сторіччі саморобними дитячими іграшками. Мали різну будову, зустрічалися, до прикладу, ляльки, в основі яких полотняний мішечок з пришитими ручками та ніжками, або ж ляльки, зшиті з двох половинок. Такі ляльки мали зазвичай намальоване личко а також саморобний одяг.

## Як гралися саморобними ляльками
Дівчатка наслідують заняття матерів. Вони бавляться ляльками. Забави з ляльками теж наслідують різні заняття та щоденне життя дорослих-вони жнуть, перуть, варять обід, обідають і т.і.
Ляльки «оживали» у грі, «перетворювались» у жінок, чоловіків, дітей, «створювали» сім'ї. У цих іграх дитина, відтворюючи родинні та суспільні стосунки, готувалася до своїх майбутніх занять та обов'язків. Дитячі ігри з ляльками особливо заохочувалися, адже вірили, що за прикметою це віщує появу нового члена родини.

## Сучасні «мотанки»
Після того, як у світ вийшли книги О. Найдена «Українська народна іграшка» (1999) та «Українська народна лялька» (2007), широко коло читачів отримало змогу познайомитися із вузловими ляльками. Безумовно, незвичний зовнішній вигляд та простота створення викликали бажання у багатьох спробувати виготовити такі ляльки самостійно. Зберігаючи вузлову основу, сучасні майстрині, створюючи власних ляльок, додають багато деталей. Сьогодні численні авторські інтерпретації вузлової ляльки відомі під назвою «мотанка». Така назва походить від слова «мотати» і має свідчити про те, що така лялька створена шляхом примотування однієї частини до іншої за допомогою ниток, без використання шиття. Такі ляльки є популярними сувенірами, а також окрасами багатьох осель. Іноді «мотанки» хибно вважають традиційними народними ляльками, що побутували на всій території України. Проте поширення інформації про «мотанку», численні авторські майстер-класи, котрі навчають, як її самостійно створити, поширилися лише на початку 21 сторіччя завдяки мережі Інтернет.

## Реконструкції і репліки народних ляльок

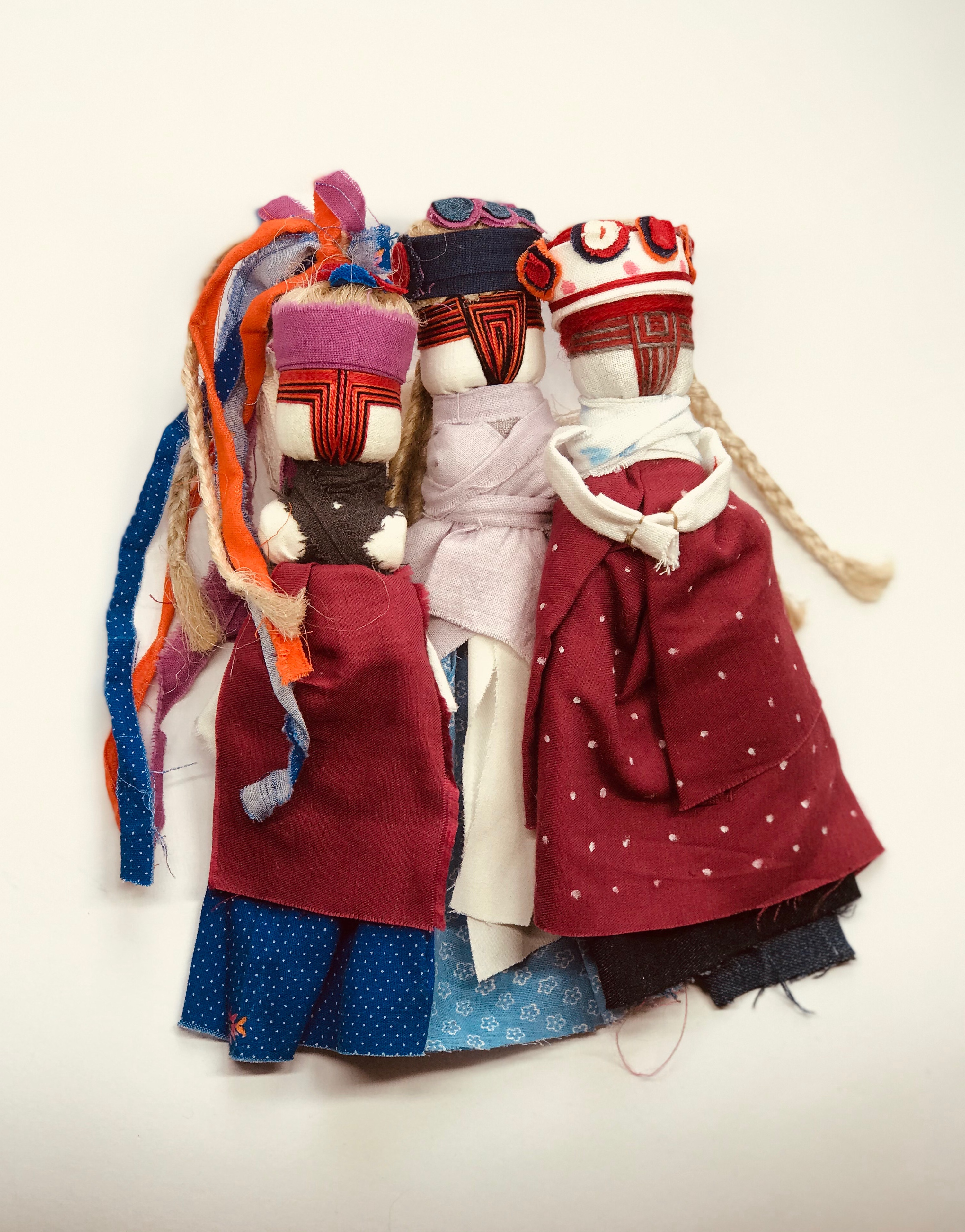
Репліки ляльок з зібрання М.Грушевського ‚с. Суботів, Чигиринський повіт, Черкащина,1890-1900 рр.,автор реконструкції О.Мединська, м. Кропивницький.

Зараз деякі майстри займаються реконструкцією* віднайдених етнографами зразків народних ляльок, а також втіленням осмислення народної ляльки у власних творах.
Реконструкція автентичних зразків дозволяє продемонструвати більш ширшому колу людей, як виглядали справжні народні ляльки. Оригінальні зразки зберігаються в музейних фондах та у приватних колекціях, і дуже рідко експонуються. Тож такий спосіб є зручним і досить ефективним у вивчені традицій українського лялькарства.
Але існує ще один спосіб відтворення зразків народних ляльок — репліка. Репліка не вимагає точного повторення на відміну від реконструкції, де треба використовувати такі самі матеріали,з яких був виготовлений оригінал. Такі ляльки-репліки народних ляльок є прекрасними сувенірами, які презентують українські традиційні ремесла.

## Популяризація української народної ляльки
Вивченню та популяризації української народної ляльки присвячені виставки та фестивалі. Наприклад, влітку 2013 р. в Національному центрі народної культури «Музей Івана Гончара» відбулася виставка аутентичних ляльок з колекції Олександра Найдена, Людмили Орлової та Тетяни Пірус. Також у 2009 р. у Львові у рамках фестивалю «Ляльковий світ» було започатковано проект «Етнолялька», на якому десятки майстрів з усіх куточків України презентували власних авторських ляльок. У лютому 2022 року на базі Чернігівської обласної бібліотеки для дітей було створено «Школу мотанки», де Олександра Дідович навчає майстерності створення ляльок-мотанок дітей і дорослих.
Популярними в наш час є майстер–класи для дітей з виготовлення простих ігрових ляльок з різних матеріалів — текстилю, листя кукурудзи, волоських горішків, паперу. Як правило дітей навчають педагоги, які самі цікавляться і вивчають історію народної ляльки. Так молодшому поколінню українців передається інформація про традиції української культури, частиною якої є і народна лялька.